# 405 av. J.-C.
Cette page concerne l'année 405 av. J.-C. du calendrier julien proleptique.

## Événements
- Janvier-février : Les Grenouilles, comédie d’Aristophane, est représentée aux Lénéennes à Athènes et obtient le premier prix[1].
- Mars-avril : Les Bacchantes et Iphigénie à Aulis, tragédies posthumes d'Euripide, sont jouées à Athènes, probablement à l'occasion des Grandes Dionysies[2].
- Printemps : Denys l'Ancien obtient les pleins pouvoirs à Syracuse avec le titre de stratègos autocrator ; il exerce la tyrannie jusqu’en 367 av. J.-C.[3].
- Été, deuxième guerre gréco-punique : les Carthaginois détruisent Agrigente, puis prennent Géla et Camarine en Sicile. Denys, battu à Géla, doit reculer et évacuer les deux villes. Les riches cavaliers rentrent alors précipitamment à Syracuse, pillent la maison de Denys et maltraitent sa femme, qui meurt, puis s’apprêtent à prendre le pouvoir. Denys entre à son tour dans la ville et massacre ses opposants. Les survivants se réfugient dans la forteresse d’Etna[4].
- Début septembre, guerre du Péloponnèse : le général spartiate Lysandre défait par la ruse la flotte athénienne conduite par Conon à la bataille d'Aigos Potamos, sur la mer de Marmara[5].
  - Les Athéniens faits prisonniers, coupables de divers crimes de guerre et ayant décrété qu’ils couperaient la main droite de tous les prisonniers, sont mis à mort, à l’exception du stratège Adeimantos[5]. Lysandre entreprend la conquête systématique de l’empire, à l’exception de Samos. Les Athéniens de l’empire sont renvoyés à Athènes, ce qui accroît le nombre de bouches à nourrir dans la ville assiégée. Les Athéniens tentent de résister. Ils accordent le droit de cité aux Samiens, les seuls qui leur soient restés fidèles, et renforcent les fortifications.
  - Lysandre institue des décarchies (oligarchies extrémistes gouvernées par dix personnes) dans les cités anciennement démocrates. Les crimes commis par les décarchies ne tardent pas à jeter de l’ombre sur la réputation de Lysandre et sur celle de Sparte[6].
- Automne : décret de Patrocleidès qui amnistie les Athéniens ayant participé au coup d’État des Quatre-Cents[7].
- Après le 2 décembre : révolte d'Amyrtée (Amyrtaios) contre les Perses en Égypte[8].

- Paix entre Carthage et Denys à la fin de l’année[9]. Une épidémie dans le camp punique oblige Himilcon à demander la paix. Toute la Sicile occidentale tombe sous la domination punique. Les habitants de Sélinonte, Himère, Agrigente, Géla et Camarine peuvent revenir dans leurs cités, mais n’ont pas le droit de reconstruire de remparts, et doivent payer tribut à Carthage. Léontinoi, Messine, Catane et Naxos et les Sicules échappent à l’autorité de Syracuse. Les Syracusains seront soumis à Denys.

- Denys fortifie la presqu’île d’Ortygie et y installe son palais. Il confisque les domaines et les biens de ses adversaires, et les redistribue à ses amis, à des mercenaires et à des affranchis qui obtiennent la citoyenneté[10].

- Lysandre rétablit les Éginètes expulsés par Athènes en 431 av. J.-C. dans leurs possessions[11].

- Élection à Rome de tribuns militaires à pouvoir consulaire : Lucius Furius Medullinus, Caius Iulius Vopiscus Iullus, Manius Aemilius Mamercinus, Aulus Manlius Vulso Capitolinus, Titus Quinctius Capitolinus Barbatus et Quintus Quinctius Cincinnatus[12].
- Début du siège de la ville étrusque de Véies[12]. Elle est prise en 396 av. J.-C. par le dictateur romain Camille, qui désire s’emparer de ses salines. La ville est abandonnée à son sort par la confédération étrusque dont l’aristocratie même se montre favorable aux Romains.

## Décès en 405 av. J.-C.
- Sophocle, auteur de tragédies grecques, en 406 ou 405.